# Anne Briggs
Anne Briggs, née le 29 septembre 1944 à Toton (en) dans le Nottinghamshire, est une chanteuse de folk anglaise.

## Jeunesse
Briggs est née à Toton, Beeston, Nottinghamshire, Angleterre. Sa mère est décédée de tuberculose alors qu'elle était jeune. Son père, Albert, a été gravement blessé pendant la Seconde Guerre mondiale et elle a été élevée à Toton par sa tante Hilda et son oncle Bill, qui ont également élevé la plus jeune sœur de Hilda, Beryl, ainsi que leur propre fille Betty. Pour les vacances scolaires de Pâques en 1959, un ami écossais travaillant à Nottingham, qui connaissait Ray Fisher et Archie Fisher, l'a invitée à faire de l'auto-stop avec lui de Nottingham à Edinburgh. Ils ont passé la nuit chez Archie Fisher, qui était alors une figure importante du renouveau de la musique folk en Écosse, et grâce à lui, elle rencontra Bert Jansch, qui venait de commencer à composer ses propres chansons. Jansch et Briggs sympathisèrent immédiatement et s'influencèrent mutuellement pendant plusieurs années.
En 1960, le Trades Union Congress adopta la Résolution 42, visant à développer des activités culturelles en dehors de Londres. Pour mettre en œuvre cette résolution, le dramaturge Arnold Wesker fut nommé responsable, avec une implication importante de Ewan MacColl et de A. L. "Bert" Lloyd, et Charles Parker s'occupa de la production. Se désignant sous le nom de Centre 42, ils organisèrent une tournée à travers la Grande-Bretagne, espérant impliquer des talents locaux à chaque étape.
À Nottingham, MacColl entendit Briggs chanter "Let No Man Steal Your Thyme" et "She Moves Through the Fair" et l'invita immédiatement à se produire sur scène ce soir-là. Elle devint ainsi un membre à part entière de la tournée et enregistra les mêmes deux chansons sur un album enregistré en direct à Édimbourg plus tard cette année-là. Briggs décida de quitter le foyer familial, à seulement quatre semaines de ses dix-huit ans. Le Centre 42 lui offrit un emploi administratif dans leurs bureaux, assurant la liaison avec des théâtres et des galeries d'art. Elle acquit rapidement les contacts nécessaires pour poursuivre sa propre carrière musicale.

## Débuts de la carrière folk
Briggs fréquentait un club de chanson folk à Nottingham entre 1960 et 1962, organisé par Joy et Eric Foxley dans leur appartement près du site de la Nottingham Goose Fair. Briggs visita les principaux clubs folk britanniques, qui commençaient alors à se faire connaître, tels que le Troubadour et le Scots Hoose, ainsi que divers lieux de musique irlandaise. À cette époque, l'accent dans ces lieux était mis sur la musique folk instrumentale, et le chant était considéré comme une simple pause entre les morceaux. Un jeune Christy Moore l'entendit et fut inspiré pour donner plus d'importance, dans sa propre musique, au chant plutôt qu'à la seule exécution de jigs.
Briggs et Jansch vécurent ensemble dans un squat à Earl's Court avant de déménager ensemble dans une maison de Somali Road, à Londres, où résidaient également John Renbourn et, pendant un certain temps, The Young Tradition. Jansch et Briggs se ressemblaient quelque peu et étaient souvent pris pour frère et sœur. C'est Briggs qui enseigna à Jansch la chanson traditionnelle "Blackwaterside", qu'il enregistra sur son album Jack Orion en 1966.